# Comité olympique australien
Pour les articles homonymes, voir AOC.

Logo depuis 2015

Le Comité olympique australien, ou Australian Olympic Committee (AOC), est le comité national olympique responsable du mouvement olympique en Australie. En plus de gérer et de sélectionner la composition de ses délégations pour participer aux Jeux olympiques d'été ou d'hiver, le comité compose un corps rassemblant l'ensemble des fédérations sportives reconnues du pays.
Fondé en 1895 et reconnu la même année par le CIO, c'est le 3e comité du mouvement olympique et représentait alors l'Australasie.
Élu pour la première fois en 1990, l'actuel président du Comité olympique australien est John Dowling Coates.

## Présidents
- James Taylor (en) (1920–1944)
- Harold Alderson (en)(1944–1973)
- Edgar Tanner (en) (1973–1977)
- Sydney Grange (en) (1977–1985)
- Kevan Gosper (1985–1990)
- John Dowling Coates (depuis 1990)